# Каменськ
Ка́менськ (пол. Kamieńsk) — місто в південно-центральній Польщі.
Належить до Радомщанського повіту Лодзького воєводства.

## Демографія
Демографічна структура станом на 31 березня 2011 року:
|          | Загалом | Допрацездатний вік | Працездатний вік | Постпрацездатний вік |
| -------- | ------- | ------------------ | ---------------- | -------------------- |
| Чоловіки | 1436    | 311                | 1003             | 122                  |
| Жінки    | 1453    | 294                | 866              | 293                  |
| Разом    | 2889    | 605                | 1869             | 415                  |

## Економіка
Bewa Sp. z o.o., виробник напоїв (у тому числі для Бєдронки).